# Faculdade de Direito da Universidade Federal do Rio de Janeiro
A Faculdade Nacional de Direito (FND) é uma unidade de ensino, pesquisa e extensão da Universidade Federal do Rio de Janeiro (UFRJ), tendo sido fundada em 1920 através da fusão de duas importantes instituições de ensino criadas no século XIX.
Considerada uma das mais tradicionais e conceituadas escolas de direito do Brasil, formou grandes juristas, diplomatas, escritores, jornalistas, políticos, juízes e desembargadores.
Constantemente citada dentre as melhores instituições do país, em 2019, foi considerada pelo Ranking Universitário Folha (RUF) como a 5ª melhor faculdade de direito do Brasil.
Está situada no Palácio do Conde dos Arcos (prédio que abrigou, entre 1826 e 1924, o senado brasileiro), na Praça da República, no Centro do Rio de Janeiro, no Brasil.

## História

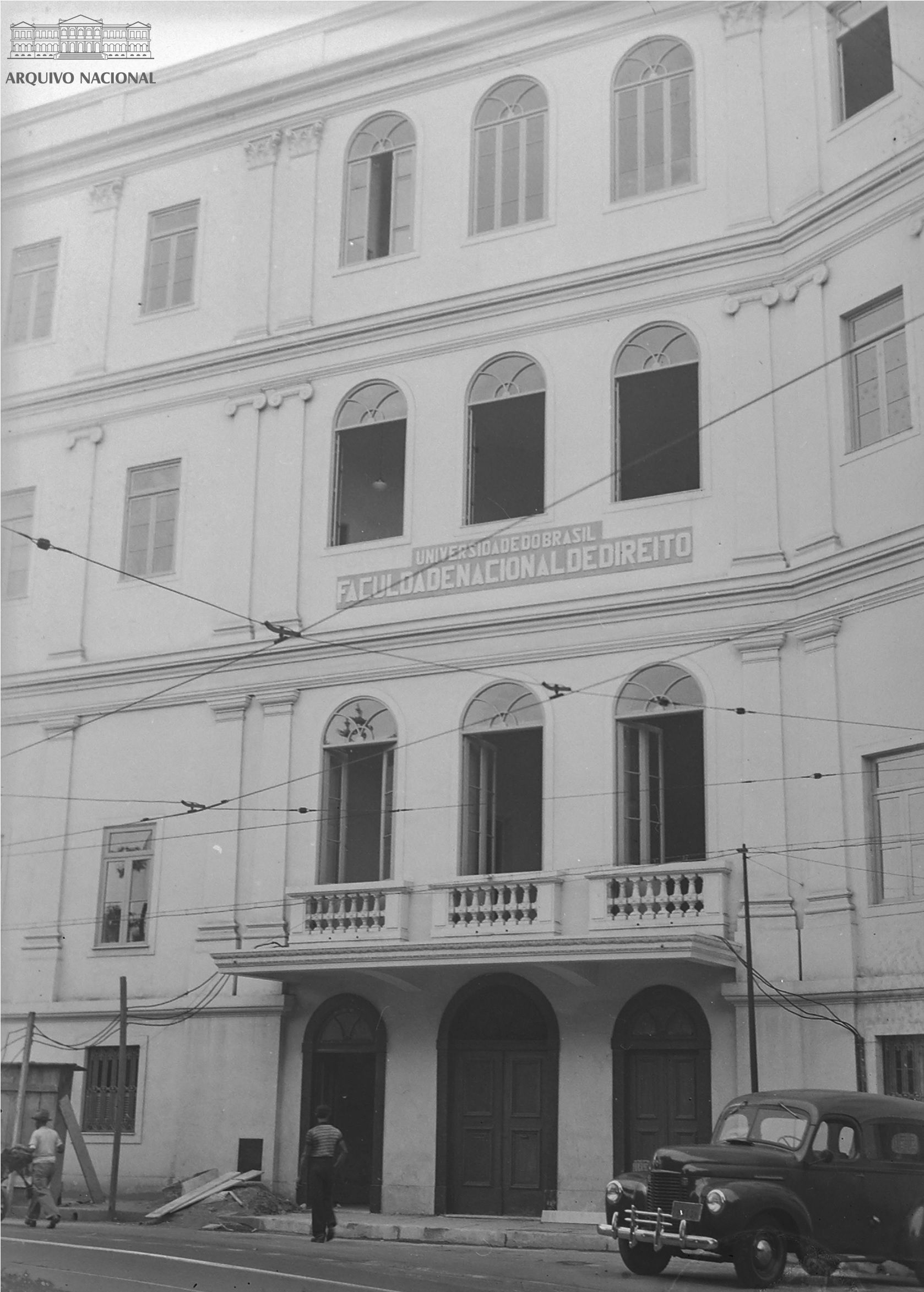
Fachada da faculdade em 1949.

A Faculdade Nacional de Direito, parte integrante da Universidade Federal do Rio de Janeiro, possui uma história rica que remonta ao século XIX. Sua origem está ligada à fusão, em 1920, de duas importantes instituições de ensino jurídico existentes na então capital da República, o Rio de Janeiro.
A primeira dessas instituições, a Faculdade Livre de Ciências Jurídicas e Sociais do Rio de Janeiro, foi fundada em 18 de abril de 1882, mas recebeu autorização oficial para funcionar somente em 1891. A segunda, a Faculdade Livre de Direito da Capital Federal, foi estabelecida em 31 de maio de 1891, inicialmente sediada no Mosteiro de São Bento, por iniciativa do advogado Carlos Antônio da França Carvalho.
Ambas as faculdades foram criadas por professores oriundos de diversas correntes políticas e intelectuais, entre progressistas e conservadores, republicanos e monarquistas, formados em renomadas instituições como São Paulo, Recife e Coimbra. Devido a desafios políticos da época, a unificação dessas instituições só foi possível quase três décadas após suas fundações.
A fusão foi formalizada em 24 de abril de 1920, dando origem à Faculdade de Direito do Rio de Janeiro, reconhecida pelo decreto nº 14.163 de 12 de maio de 1920. Posteriormente, em 7 de setembro de 1920, o presidente Epitácio Pessoa criou a Universidade do Rio de Janeiro através do decreto nº 14.343, incorporando a nova faculdade ao lado da Escola Politécnica e da Faculdade de Medicina.
Em 1937, a instituição foi renomeada para Faculdade Nacional de Direito da Universidade do Brasil. Durante a ditadura militar, em 1967, teve sua denominação alterada para a atual, embora ainda seja amplamente conhecida pelo nome tradicional.
Ao longo de sua trajetória, a Faculdade Nacional de Direito tem sido um importante centro de formação de juristas, intelectuais e políticos que contribuíram significativamente para a cultura jurídica brasileira e para a consolidação do Estado Democrático de Direito. Entre seus ex-alunos destacam-se ministros do Supremo Tribunal Federal, embaixadores e figuras de relevância nacional.
Em 11 de agosto de 2017, a faculdade realizou um ato em defesa do Estado de Direito, tornando-se a primeira instituição do país a receber dois ex-chefes de Estado: Luiz Inácio Lula da Silva e Dilma Vana Rousseff.

## Discentes e docentes notórios

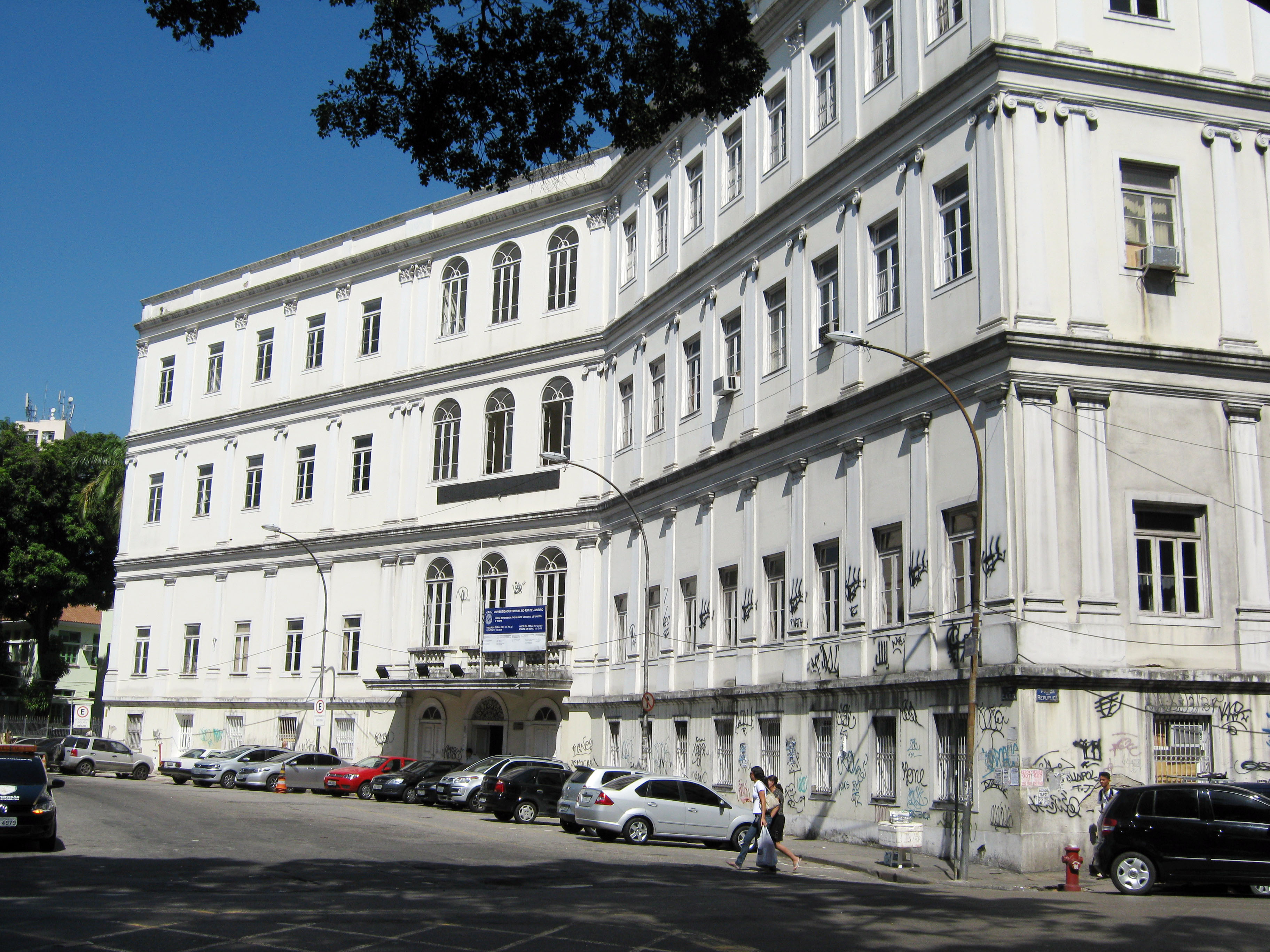
Fachada do prédio da Faculdade Nacional de Direito.

A Faculdade Nacional de Direito (FND), integrante da Universidade Federal do Rio de Janeiro, destaca-se como uma das principais instituições formadoras de juristas no Brasil. Com um legado de 28 ministros do Supremo Tribunal Federal (STF), a FND figura como a terceira faculdade de Direito que mais contribuiu para a composição da Suprema Corte, atrás apenas da Faculdade de Direito do Recife (Universidade Federal de Pernambuco) e da Faculdade de Direito da USP, ambas fundadas em 1827 como as primeiras escolas de Direito do país.
Essa posição reflete não apenas a tradição e excelência da FND, mas também sua relevância no contexto jurídico e político nacional. Diferentemente das suas predecessoras, que nasceram nos primórdios do ensino jurídico no Brasil, a FND consolidou sua reputação como um polo de formação de líderes em diversas áreas, incluindo o Judiciário, a política, a literatura e a academia.
A seguir, apresenta-se uma lista dos discentes e docentes mais notórios, evidenciando a contribuição da FND para o desenvolvimento do país em múltiplos aspectos.

### Ministros do STF:
- Adauto Cardoso – Ministro do STF
- Aldir Passarinho – Ministro do STF
- Antônio Neder – Ministro do STF
- Armando de Alencar – Ministro do STF
- Ary Franco – Ministro do STF
- Barros Barreto – Ministro do STF
- Bento de Faria – Ministro do STF
- Célio Borja – Ministro do STF e político
- Clóvis Ramalhete – Ministro do STF
- Décio Miranda – Ministro do STF
- Edgard Costa – Ministro do STF
- Evandro Lins e Silva – Ministro do STF
- Filadelfo e Azevedo – Ministro do STF
- Ilmar Galvão – Ministro do STF
- Lafayette de Andrada – Ministro do STF
- Marco Aurélio de Mello – Ministro do STF
- Moreira Alves – Ministro do STF
- Nelson Hungria – Ministro do STF
- Octavio Gallotti – Ministro do STF
- Otávio Kelly – Ministro do STF
- Prado Kelly – Ministro do STF
- Ribeiro da Costa – Ministro do STF
- Ribeiro de Almeida – Ministro do STF
- Themístocles Cavalcanti – Ministro do STF
- Victor Nunes Leal – Ministro do STF

### Escritores e Intelectuais:
- Clarice Lispector – Escritora
- Jorge Amado – Escritor
- Pedro Calmon – Historiador e escritor
- Roberto Mangabeira Unger – Filósofo e professor
- Vinicius de Moraes – Poeta e compositor

### Políticos e Personalidades Públicas:
- Afonso Arinos de Melo Franco (Sobrinho) – Diplomata e político
- Alzira Vargas – Política e filha de Getúlio Vargas
- Carlos Lacerda – Jornalista e político
- Castor de Andrade – Empresário, patrono de escola samba e contraventor
- Ramez Tebet – Político e ex-presidente do Senado
- Simone Tebet – Senadora
- Tenório Cavalcante – Político
- Ricardo Nami Jafet – Banqueiro e industrial

### Cientistas, Acadêmicos e Religiosos:
- Bertha Lutz – Cientista e feminista
- Dom Clemente José Carlos de Gouvea Isnard – Bispo e teólogo
- Luís Felipe Salomão – Jurista, Ministro do STJ

## Atuação estudantil
O corpo discente da Faculdade de Direito, desde a época das Faculdades Livres, sempre teve marcante atuação, seja por intermédio das representações estudantis, das revistas jurídicas, clubes de oratória, clubes de leitura, grupos de teatro, grupos musicais ou associações esportivas.

### Revista A Época
A primeira revista jurídica editada pelo corpo discente data de 1895. Outra instituição relevante é a revista A Época (A Epocha), fundada em 1906 e editada periodicamente até 1960, apresentando outras edições em 1996. Grandes nomes da literatura nacional foram editores ou colaboradores de A Época. Este periódico promovia eleição para escolher seu corpo editorial. A revista passou a ser um órgão do Centro Acadêmico Cândido de Oliveira(CACO) a partir de 1943, que também edita os periódicos "Crítica", inicialmente editado como jornal e partir dos anos 1990 como revista, e "A Reforma".

### Centro Acadêmico Cândido de Oliveira - CACO
Em 1907, já existia o Centro dos Estudantes na Faculdade Livre de Sciencias Juridicas e Sociaes do Rio de Janeiro, que representou o corpo estudantil brasileiro na convenção de estudantes de Montevidéu, Uruguai, em 1911. Consta também o registro do Grêmio Jurídico Literário da Faculdade Livre de Sciencias Juridicas e Sociaes do Rio de Janeiro - o qual é possível que seja o mesmo Centro anteriormente citado, como atuante na primeira década do século XX.
De acordo com a edição da Gazeta de Notícias de 1 de outubro de 1908, esta agremiação estudantil esteve presente, com grande destaque, nas homenagens públicas realizadas no enterro do escritor Machado de Assis. O jornal informa que: Com a presença de grande número de sócios, determinou ontem essa agremiação nomear uma comissão composta de Vicente de Moraes, Mario de Vasconcellos e W. Kopke para representá-la nos funerais e em todas as demais solenidades que se realizarem em homenagem à memória do chefe da nossa literatura contemporânea – Machado de Assis. O presidente convocou para o 30º dia do seu passamento uma sessão solene, nomeando orador oficial o Sr. Fernando Luís Osório, ficando autorizada a mesa a convidar o Sr. Conde Affonso Celso, sócio honorário, para fazer o elogio do ilustre extinto.
Atualmente, na Faculdade Nacional de Direito funciona o Centro Acadêmico Cândido de Oliveira (CACO), fundado em 29 de maio de 1916 na Faculdade Livre de Direito do Rio de Janeiro como Grêmio Jurídico e Litterario Conselheiro Candido de Oliveira, fundido em 1943 com o então Diretório Acadêmico da Faculdade (DA-FND), originado do  Directorio Academico da Faculdade de Direito da Universidade do Rio de Janeiro (DA-FDURJ), organizado e reconhecido pelo 2º Governo Provisório da República, decorrente da Revolução de Outubro de 1930, como entidade de representação da categoria estudantil da que era a unidade de ensino jurídico padrão no Brasil nos moldes das reformas de ensino introduzidas ao longo da Era Vargas (1930-1945).
Com a fusão das faculdades livres de direito do então Distrito Federal, o Grêmio transforma-se em Centro Acadêmico por volta de 1924 com vistas a tornar-se mais que um órgão cultural, mas sim de representação dos estudantes da FD-URJ, depois da FND-UB, o que não é aceito pelos diretórios acadêmicos até que em razão da luta antifascista, unificou-se junto com a revista estudantil A  Época, em 1943, passou a ser um tradicional instrumento de pressões e lutas políticas e nacionalistas, tendo participado da criação da União Nacional dos Estudantes (UNE) em 1937 pelo então Diretório Acadêmico; do ingresso do Brasil na 2ª Guerra Mundial em prol dos Aliados; da criação da Petrobras e do combate ao governo militar após o golpe de 1964.
Durante a última Grande Guerra, o CACO chegou a manter um avião para treinamento dos alunos voluntários junto ao Aeroclube do Brasil, e diversos alunos foram combatentes na campanha da Força Expedicionária Brasileira. Em 1961, brigou pela legalização do Governo João Goulart. Em 1964, quando do Golpe Militar ao governo constituído de João Goulart, o CACO defendeu a Constituição e teve sua diretoria cassada na noite de 1 de abril de 1964, quando a Faculdade foi poupada de um incêndio apenas pela intervenção do então capitão dos Dragões da Independência, o senhor Ivan Cavalcanti Proença, expulso, preso e perseguido durante todo o período ditatorial brasileiro que se instaurara.
Um mês depois, a reforma. O partido, cassado, elegeu nova diretoria, se constituindo esta na primeira eleição vencida pela resistência democrática em todo o país. Também esta diretoria foi cassada e seus diretores suspensos das aulas. O CACO esteve "suspenso" entre 1968 e 1978, por ato da direção da Faculdade por pressão do governo militar, mas continuou existindo, clandestinamente, como CACO Livre. Em 2016, em sessão solene no Salão Nobre da FND, foram devolvidos os mandatos dos diretores do CACO cassados em 1964 e 1965.
Os tradicionais partidos acadêmicos, Aliança Liberal Acadêmica (ALA, identificada como de direita) e Aliança pela Reforma (Reforma, identificada como de esquerda), que, por décadas, alternaram-se no poder do CACO, espelharam, por muitos anos, entre os estudantes, as divisões que existiam no corpo docente desde a fusão das faculdades. Ainda que não existam mais formalmente, essa dicotomia ainda permanece nos grupos estudantis da Faculdade.
Com mais de 100 anos de uma rica história, o CACO segue na ativa, não só reivindicando os direitos dos estudantes da Faculdade Nacional de Direito, como também pautando os principais temas da política nacional, sobretudo em defesa da educação pública brasileira. Atualmente sob a gestão Frente por Direitos, eleita em 2017, o CACO realiza a cada semestre a tradicional Semana Jurídica do CACO, que já está na sua edição XXXVIII.

### Associação dos Antigos Alunos - ALUMNI FND
Após várias tentativas para criação de uma entidade representativa dos alunos egressos da Faculdade, foram fundadas: a dos Ex-Alunos da Faculdade de Direito da UFRJ, reconhecida pelo Conselho Universitário, cuja primeira diretoria provisória, com mandato de um ano, nunca fez nova eleição; e a Associação dos Antigos Alunos da FND - CACO - ALUMNI FND, em 10 de dezembro de 2001, por ocasião da comemoração dos 97 anos de fundação do Centro Acadêmico Cândido de Oliveira(CACO). Após assembleia geral realizada no Salão Nobre em 2 de outubro de 2015, foi deliberado pela união de esforços em prol da FND, abrindo-se prazo para a regularização da representação da associação de ex-alunos visando à incorporação daqueles que assim desejarem, exceto professores que não tenham sido alunos da graduação.
A Associação dos Antigos Alunos da FND- CACO - ALUMNI FND e a Fundação Oscar Araripe criaram, através de resolução conjunta, a Medalha da Comenda da Resistência Cidadã, em comemoração anual ao Dia Nacional da Liberdade, o 12 de novembro, data do nascimento e batismo do Tiradentes.

### Associação Atlética Acadêmica
Na Faculdade, também existe uma Associação Atlética Acadêmica (AAAFND), fundada em 1995 a partir de um departamento do CACO. Contudo, é importante ressaltar que há registros, da década de 1940, de outra Associação Atlética, provavelmente absorvida pelo CACO nos anos anteriores, até a separação ocorrida em 1995. A AAAFND participa semestralmente dos Jogos Jurídicos Estaduais e, com a conquista do título geral na edição de 2017, realizada em Volta Redonda, sagrou-se como a maior campeã da história, com 8 títulos gerais.

### Ordem dos Advogados do Brasil
No 40º Exame de Ordem Unificado (EOU), a Faculdade Nacional de Direito (FND) da Universidade Federal do Rio de Janeiro (UFRJ) destacou-se como uma das principais instituições de ensino jurídico do país. Com 181 inscritos, 172 candidatos compareceram à 1ª fase, dos quais 84 foram aprovados, resultando em uma taxa de aprovação de 48,84% nesta etapa inicial.
Além disso, 71 candidatos optaram pelo reaproveitamento de resultados da primeira fase. Desses, 67 compareceram e 48 foram aprovados, alcançando uma notável taxa de aprovação de 71,64% no reaproveitamento.
No total, a FND registrou 239 candidatos presentes em todas as etapas, com 132 aprovados, consolidando um percentual geral de aprovação de 55,23%. Esses números colocam a FND entre as instituições de maior sucesso no estado do Rio de Janeiro, evidenciando a qualidade de seu ensino e preparação jurídica.

Esse desempenho reafirma a relevância histórica e acadêmica da FND, que continua formando profissionais altamente qualificados para o mercado jurídico.